# Ætla
Ætla est un prélat anglo-saxon du VIIe siècle. Il est apparemment évêque de Dorchester, ville alors mercienne.

## Biographie
Ætla est mentionné dans l'Histoire ecclésiastique du peuple anglais de Bède le Vénérable comme l'un des cinq moines de l'abbaye de Whitby, « tous hommes d'une grande vérité et d'une grande sainteté », qui sont devenus évêques par la suite. Les autres sont Bosa, Oftfor, Jean et Wilfrid. Concernant Ætla, Bède précise seulement qu'il est ordonné évêque de Dorchester.
Ætla est mentionné dans un document écrit en 660. Dans les années 670, la ville de Dorchester, siège de son épiscopat, est sous le contrôle du royaume de Mercie, ce qui suggère qu'il a pu être nommé par le roi Wulfhere, qui règne sur la Mercie de 658 à 675. On ne lui connaît ni prédécesseur, ni successeur. Dorchester ne redevient un siège épiscopal qu'au IXe siècle, lorsque l'évêque de Leicester, chassé par les invasions vikings, s'y installe.
Le village de Attlebridge, dans le Norfolk, est nommé d'après lui. En effet, Ætla y aurait fait construire un pont (brycg en vieil anglais).